# Thomas Partey
Thomas Teye Partey (* 13. Juni 1993 in Odumase Krobo, Eastern Region) ist ein ghanaischer Fußballspieler, der seit Anfang August 2025 beim FC Villarreal unter Vertrag steht. Zuvor war er bei Atlético Madrid und FC Arsenal aktiv.

## Karriere
Partey begann seine Karriere in seiner Heimat beim FC Odometah und wechselte 2011 in die Jugendabteilung des spanischen Erstligisten Atlético Madrid. Zur Saison 2012/13 rückte er in die zweite Mannschaft auf, für die er 33 Punktspiele in der drittklassigen Segunda División B bestritt und vier Tore erzielte.
Zur Saison 2013/14 wechselte er auf Leihbasis in die Segunda División zum Absteiger RCD Mallorca, für den er in 37 Punktspielen fünf Tore erzielte. Die Saison 2014/15 spielte er auf Leihbasis in der Primera División für UD Almería, für die er in 31 Punktspielen vier Tore erzielte.
Zur Saison 2015/16 kehrte Partey zu Atlético Madrid zurück und gehörte seitdem unter Diego Simeone zum Kader der ersten Mannschaft.
Anfang Oktober 2020 wechselte Partey kurz vor dem Ende der Transferperiode mittels seiner in Spanien obligatorischen Ausstiegsklausel in die Premier League zum FC Arsenal. Bei Arsenal kam er auf 167 wettbewerbsübergreifende Einsätze und gewann 2023 den englischen Supercup.
Im August 2025 kehrte er nach Spanien zurück und unterschrieb einen Einjahresvertrag beim FC Villarreal.